# Kimmo Lecklin
Kimmo Lecklin, född 6 april 1971 i Varkaus, Norra Savolax, är en finländsk före detta professionell ishockeymålvakt. Hans moderklubb är SaiPa.
Säsongen 1998/1999 spelade Kimmo för Färjestad BK i Elitserien.